# 1069 (numero)
Millesessantanove (1069) è il numero naturale dopo il 1068 e prima del 1070.

## Proprietà matematiche
- È un numero dispari.
- È un numero primo.
- È un numero omirp.
- È un numero difettivo.
- È un numero nontotiente in quanto dispari e diverso da 1.
- È un numero palindromo e un numero ondulante nel sistema posizionale a base 14 (565) e in quello a base 15 (4B4).
- È un numero congruente.
- È un numero odioso.
- È un numero intero privo di quadrati.
- È parte delle terne pitagoriche  (731, 780, 1069), (1069, 571380, 571381).

## Astronomia
- 1069 Planckia è un asteroide della fascia principale del sistema solare.
- NGC 1069 è una galassia nella costellazione della Balena.
- IC 1069 è una galassia lenticolare nella costellazione della Vergine.

## Astronautica
- Cosmos 1069 è un satellite artificiale russo.